# Lady (canção de Kenny Rogers)
"Lady" é uma música escrita por Lionel Richie e gravada pela primeira vez pelo artista americano de música country Kenny Rogers. Foi lançado em setembro de 1980 no álbum Greatest Hits de Kenny Rogers. 
Ele está listado em # 60 no All Time Top 100 da Billboard.

## História da música
A música foi escrita e produzida por Lionel Richie, gravada em 1980, e está entre os maiores sucessos de Kenny Rogers. Rogers disse uma vez a um entrevistador: "A ideia era que Lionel viesse do R&B e eu fosse do country, e nos encontraríamos em algum lugar do pop". 
O sucesso de "Lady" também impulsionou a carreira de Richie. O trabalho de produção da música foi o primeiro fora do Commodores e prenunciou seu sucesso como um ato solo durante os anos 80. Rogers também foi vocalista em "We Are the World", co-escrito por Richie. Richie tocou a música em seu álbum de 1998, Time, e ele e Rogers tocaram a música como um dueto no lançamento de Richie em 2012, Tuskegee. Lionel Richie havia originalmente lançado essa música para os Commodores e eles recusaram. Mais tarde, foi dado a Kenny Rogers para gravar e se tornou o hit de maior sucesso para ele como artista solo. 

## Gráficos
Desde seu rompimento com o First Edition, Rogers teve um sucesso considerável como um ato solo, com nove entradas número 1 na parada Hot Country Singles da revista Billboard (antes do lançamento de "Lady"), além de vários hits do Top 10 na parada Hot Billboard Hot 100 e na Adult Contemporany Singles.
"Lady", segundo o historiador da música Fred Bronson, seria um registro importante para Richie e Rogers. Tornou-se o primeiro registro da década de 1980 a figurar nas quatro paradas de singles da revista Billboard - country, Hot 100, Adult Contemporany e Top Soul Singles. 
Atingiu o número 1 em três dessas paradas no final de 1980. No Hot 100, "Lady" alcançou a cúpula em 15 de novembro e ficou no topo por um período de seis semanas (empatando com o "Call Me" de Blondie pelo período mais longo do ano). Em 27 de dezembro, seria eliminado do primeiro lugar por "(Just Like) Starting Over", de John Lennon. No gráfico Hot Country Singles, passava uma semana na cúpula. "Lady" também alcançou o número quarenta e dois na parada Top Soul Singles.
Como entrada no país, "Lady" foi o décimo hit de Rogers em uma carreira que o levou a colecionar 20 músicas número 1 entre 1977 e 2000. No Hot 100, era sua única música solo no topo das paradas, embora Rogers tivesse um dueto número 1 três anos depois ("Islands in the Stream" de 1983 com Dolly Parton). Na parada Adult Contemporary Singles, "Lady" foi a segunda (de oito) músicas de Rogers que alcançou o topo da parada. A Billboard classificou-a na música número 3 em 1981. 